# Aski Igrykh
Aski Igrykh är en ort i Azerbajdzjan.   Den ligger i distriktet Quba Rayonu, i den nordöstra delen av landet, 160 kilometer nordväst om huvudstaden Baku. Aski Igrykh ligger 695 meter över havet och antalet invånare är 325.
Terrängen runt Aski Igrykh är huvudsakligen kuperad, men åt nordost är den platt. Runt Aski Igrykh är det ganska glesbefolkat, med 48 invånare per kvadratkilometer.. Närmaste större samhälle är Quba, 4,5 kilometer norr om Aski Igrykh. 
Omgivningarna runt Aski Igrykh är en mosaik av jordbruksmark och naturlig växtlighet.